# Curva Tamburello

Curva Tamburello no Autódromo Enzo e Dino Ferrari.

Tamburello era uma curva, atualmente uma chicane, no Autódromo Enzo e Dino Ferrari, em Ímola, na Itália. Ficou famosa após o acidente que custou a vida a Ayrton Senna, durante o Grande Prêmio de San Marino de Fórmula 1, em 1 de maio de 1994. Em 1995, a curva foi transformada em 'chicane'.

## Antiga Tamburello
A antiga curva Tamburello era uma curva em altíssima velocidade, onde os carros beiravam os 320 Km/h. Em razão de um riacho estar ao lado da curva, a área de escape era pequena para as velocidades atingidas.

## Nova Tamburello
Em virtude do acidente fatal de Ayrton Senna, decidiu-se mudar o desenho da curva para uma 'chicane' de média velocidade e assim é mantida até os dias atuais.

## Acidentes
Vários acidentes já ocorreram nesta curva:

### 1987
Nos treinos de sexta-feira, Nelson Piquet foi eliminado da corrida depois de um acidente na curva Tamburello. Um pneu da sua Williams FW11B estourou resultando um violento impacto contra o muro (quando o carro foi devolvido aos boxes, o engenheiro da Williams, Patrick Head, não pôde confirmar se o acidente foi causado por falha mecânica muito embora tanto ele quanto Nigel Mansell observassem os destroços do bólido de Piquet tão minuciosamente quanto possível). Candidato ao título, o brasileiro, mesmo grogue após a batida, afirmava ter sofrido apenas uma lesão no tornozelo. Levado para o hospital Bellaria em Bolonha, a 40 km do circuito, recebeu o diagnóstico de traumatismo craniano e uma entorse no joelho esquerdo. Embora o quadro geral não apresentasse gravidade, ele foi proibido de correr pelo diretor médico da FIA, Sid Watkins. Durante o fim de semana, Piquet trabalhou como comentarista convidado na televisão italiana. Anos depois, ele revelou que sentia dores de cabeça, dificuldade para dormir, falhas na visão em profundidade e, às vezes, visão dupla como sequelas do acidente e, pelo resto da temporada de 1987, fez tratamento médico às escondidas, pois temia a cassação de sua superlicença por requisição da Williams ou sugestão de Watkins.

### 1989
Gerhard Berger, piloto austríaco, ocupava a quinta posição quando, ao se preparar para ultrapassar Riccardo Patrese, a asa dianteira de sua Ferrari quebrou inesperadamente. O carro seguiu em linha reta na curva Tamburello, colidindo com força. O tanque de combustível, quase cheio, vazou e provocou um incêndio. Os bombeiros chegaram em 15 segundos e extinguiram o fogo. A corrida foi interrompida com bandeira vermelha.
Devido à rápida contenção das chamas e à proteção do macacão, luvas e balaclava, Berger sofreu queimaduras leves. Ele foi retirado de maca e encaminhado ao centro médico do Autódromo de Imola.

### 1992
Riccardo Patrese em 1992 escapou na curva com sua Williams porém sofreu apenas contusão no pescoço.

### 1994
Na sétima volta, a direção do Williams não obedece ao seu comando e vai direto contra o muro da curva Tamburello a 210 km/h (130 mph), a mesma que Nelson Piquet sofreu um acidente nos treinamentos de 1987 pela Williams e Gerhard Berger no início da corrida em 1989 pela Ferrari.
Às 14h17min (hora local), uma bandeira vermelha foi mostrada para indicar que a corrida foi interrompida e Sid Watkins, médico-chefe da categoria, chegou ao local para tratar de Senna. Quando uma corrida é parada sob bandeira vermelha, os carros têm que reduzir a velocidade e retornar aos boxes ou ao grid de largada até notificação posterior. Isto protege os fiscais de corrida e o corpo médico no local da batida, e permite acesso mais fácil de carros médicos até o incidente. Aproximadamente dez minutos depois da batida de Senna, um comissário permitiu que o piloto francês Erik Comas (campeão da Fórmula 3000 em 1990), deixasse o pit, apesar do circuito estar fechado sob bandeiras vermelhas. Freneticamente, os fiscais de corrida acenaram-no quando ele chegou à cena do acidente a quase velocidade máxima. Durante alguns minutos as comunicações no circuito haviam entrado em colapso permitindo que o piloto deixasse o pit-stop e retornasse à corrida. Comas disse mais tarde, que a culpa foi de um comissário, que o deixou entrar na pista.  As imagens de Senna sendo atendido na pista foram fornecidas pela emissora italiana RAI para todo o mundo, já as câmeras da BBC estavam focadas no pitlane. Senna foi erguido da Williams destruída e levado de helicóptero para o Hospital Maggiore, perto de Bolonha. Equipes médicas continuaram o tratando durante o voo. Trinta e sete minutos depois do acidente, às 14h55min da hora local, foi reiniciada a corrida.
Duas horas e 20 minutos depois que Schumacher cruzou a linha de chegada, às 18h40min, hora local, a Dra. Maria Teresa Fiandri anunciou que Ayrton Senna tinha morrido. O horário oficial da morte foi dado, no entanto, como 14h17min da hora local, significando que Senna tinha morrido instantaneamente. A causa de morte estabelecida por uma autópsia é que um pedaço da suspensão do carro perfurou o capacete dele e o crânio.

### 2021
O acidente forte aconteceu na volta 31 entre os carros de George Russell (Williams) e Valtteri Bottas (Mercedes) pouco antes da chicane da curva Tamburello. Russell acionou a asa móvel (DRS) na reta dos boxes para tentar ultrapassar Bottas por fora. Entretanto, após leve movimentação do carro da Mercedes para a direita, George colocou a roda dianteira direita na grama, que estava bem molhada, escorregou, rodou e acertou o carro do finlandês. Os dois bateram muito forte e só foram parar na barreira de proteção após considerável impacto.  O britânico, que estava bem irritado e, inclusive, saiu do carro e foi direção ao de Bottas para tirar satisfação, reiterou que esperava por uma reação mais “amistosa” do finlandês na disputa pelo nono lugar da corrida. Com o impacto e os inúmeros detritos na pista, a direção de prova acionou a bandeira vermelha na volta 34 e interrompeu a corrida.

## Curiosidade
- Tamburello também é um jogo similar ao tênis, jogado na Itália.